# Faculté de droit de Paris
Pour les articles homonymes, voir Faculté de droit.
Ne doit pas être confondu avec École de droit de la Sorbonne ou École de droit de Paris.
Pour le bâtiment inscrit aux monuments historiques, voir École de droit de Paris.
La faculté de droit de Paris dont l'origine remonte au XIIe siècle et qui était alors appelée la Faculté de décret (située rue Jean-de-Beauvais) était l'une des quatre facultés de l'Ancienne université de Paris. Devenue en 1679 la « Faculté de droit civil et canonique », elle est fermée en 1793 lors de la Révolution française. Recréée en 1802 sous le nom de « École de droit de Paris », elle devient en 1808 la « Nouvelle faculté de droit de Paris ». De 1896 à 1970, elle est regroupée  dans l'Université de Paris puis est répartie en 1970 entre les universités Paris-I, Paris-II, Paris-IX, Paris-X, Paris-XII et Paris-XIII.
Le bâtiment historique construit en 1771 place du Panthéon pour l'abriter est aujourd'hui partagé entre l'université Paris I et l'université Paris II.

## Présentation
La faculté de droit de Paris appelée d'abord « Faculté de décret » remonte son origine à 1170 au moins. Dès cette date on trouve à Paris des professeurs de droit canon (maîtres en décret) qui enseignent le droit canonique à partir du Decretum Gratiani (« Décret de Gratien ») qui a formé la base du Corpus juris canonici et des professeurs de droit civil. La réunion de ces deux corps forma la Faculté de décret de Paris. L'expertise reconnue en « décret » aux docteurs de l'université de Paris naquit dès les premiers temps de l'université avec l'invention par Abailard de la notion de responsabilité, c'est-à-dire de culpabilité fondée sur l'intention et non sur le seul fait, ce qui était la reconnaissance d'une irresponsabilité possible, la naissance du statut de sujet individuel et le fondement du droit moderne.
Avec l'édit de Saint-Germain d'avril 1679, rétablissant l'enseignement du droit romain à Paris (interdit depuis la décrétale Super Specula d'Honorius III), la faculté s'intitula « Faculté de droit civil et canonique ». Au cours de la réorganisation de l'Université qui fait suite à l'expulsion des jésuites en 1762, elle reçoit en 1771 un nouveau bâtiment place du Panthéon qu'elle occupe encore aujourd'hui. Elle fut fermée, comme les autres facultés françaises, par la Révolution, le 15 septembre 1793. L'« École de droit de Paris » fut créée en 1802, et devint par le décret du 17 mars 1808 portant organisation de l'Université impériale de France la « Nouvelle faculté de droit de Paris ».

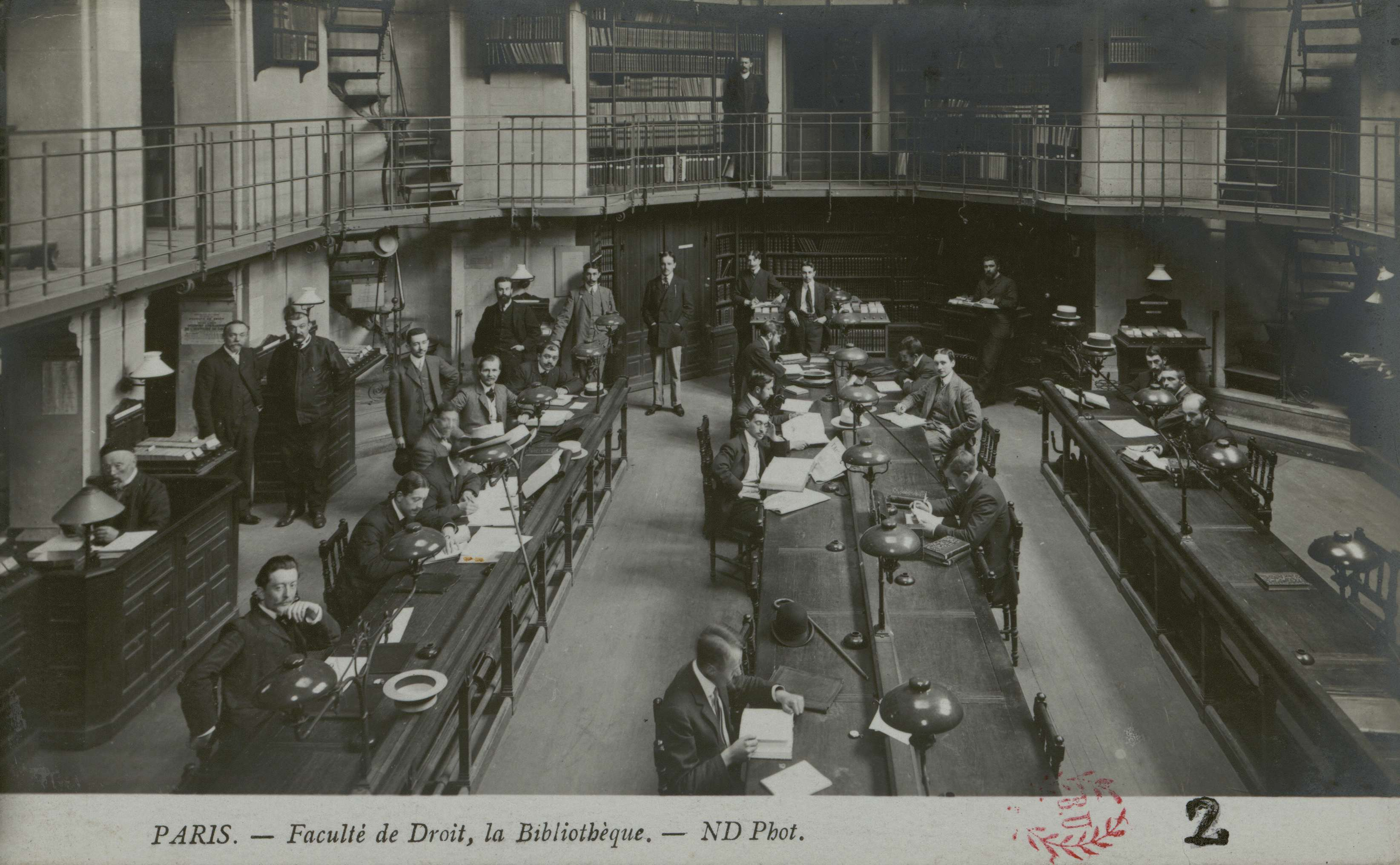
Faculté de droit de l'Université de Paris. La bibliothèque (Bibliothèque interuniversitaire de la Sorbonne, NuBIS).

En 1896, elle fut regroupée avec les quatre autres facultés parisiennes pour former la nouvelle université de Paris.

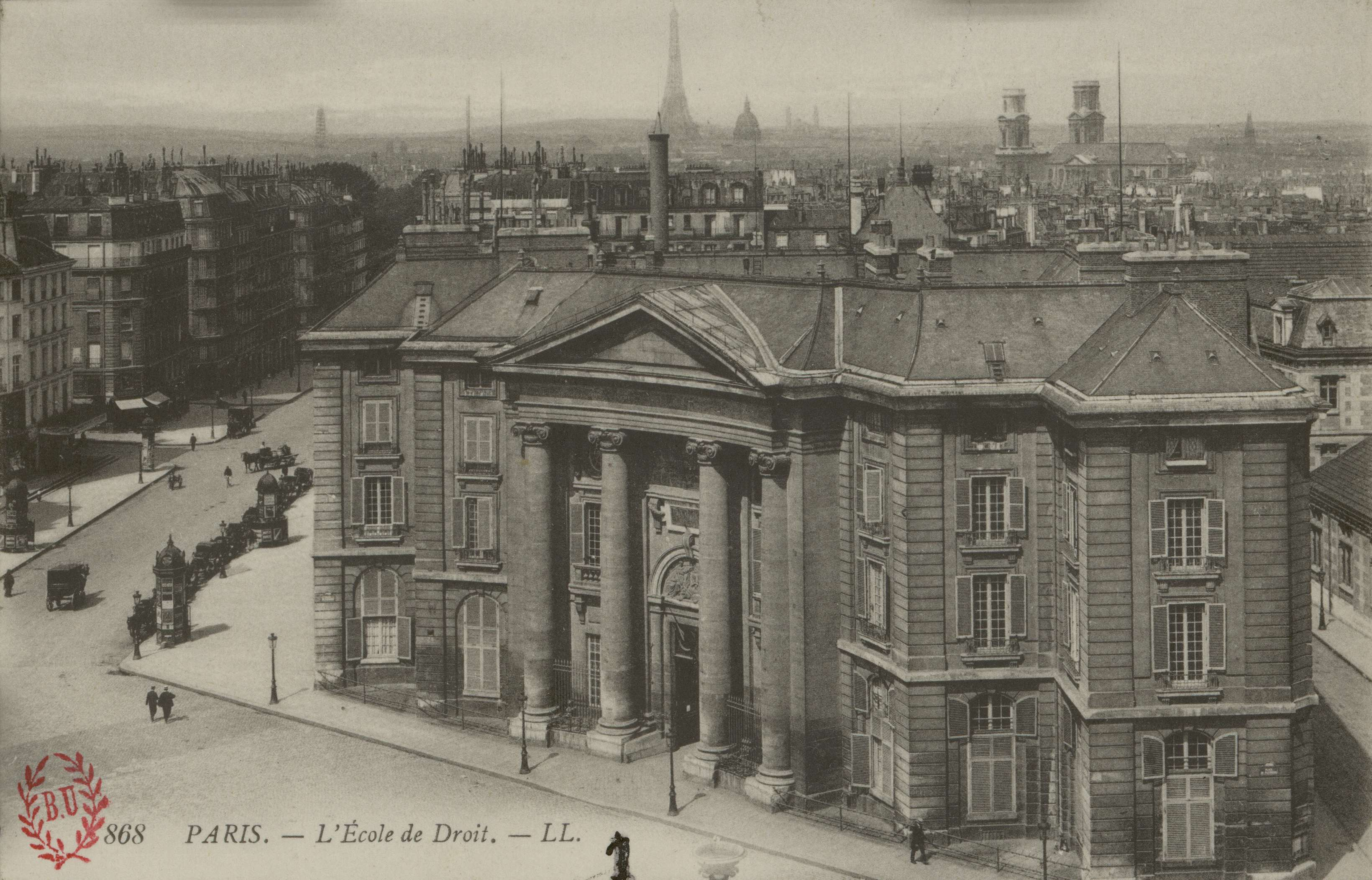
L'École de droit de Paris (Bibliothèque interuniversitaire de la Sorbonne, NuBIS).

### Polémiques
En 1925, la Faculté de Paris est en proie à une vive polémique retenue comme l'affaire Scelle, en référence à la nomination du professeur Georges Scelle à la chaire d'un cours de droit international grâce à l'intervention du ministre de l'Instruction publique radical François Albert.
Fin 1935, l'affaire Jèze provoque de nouveaux heurts entre étudiants nationalistes et policiers.

### Partition à la suite des évènements de Mai 68

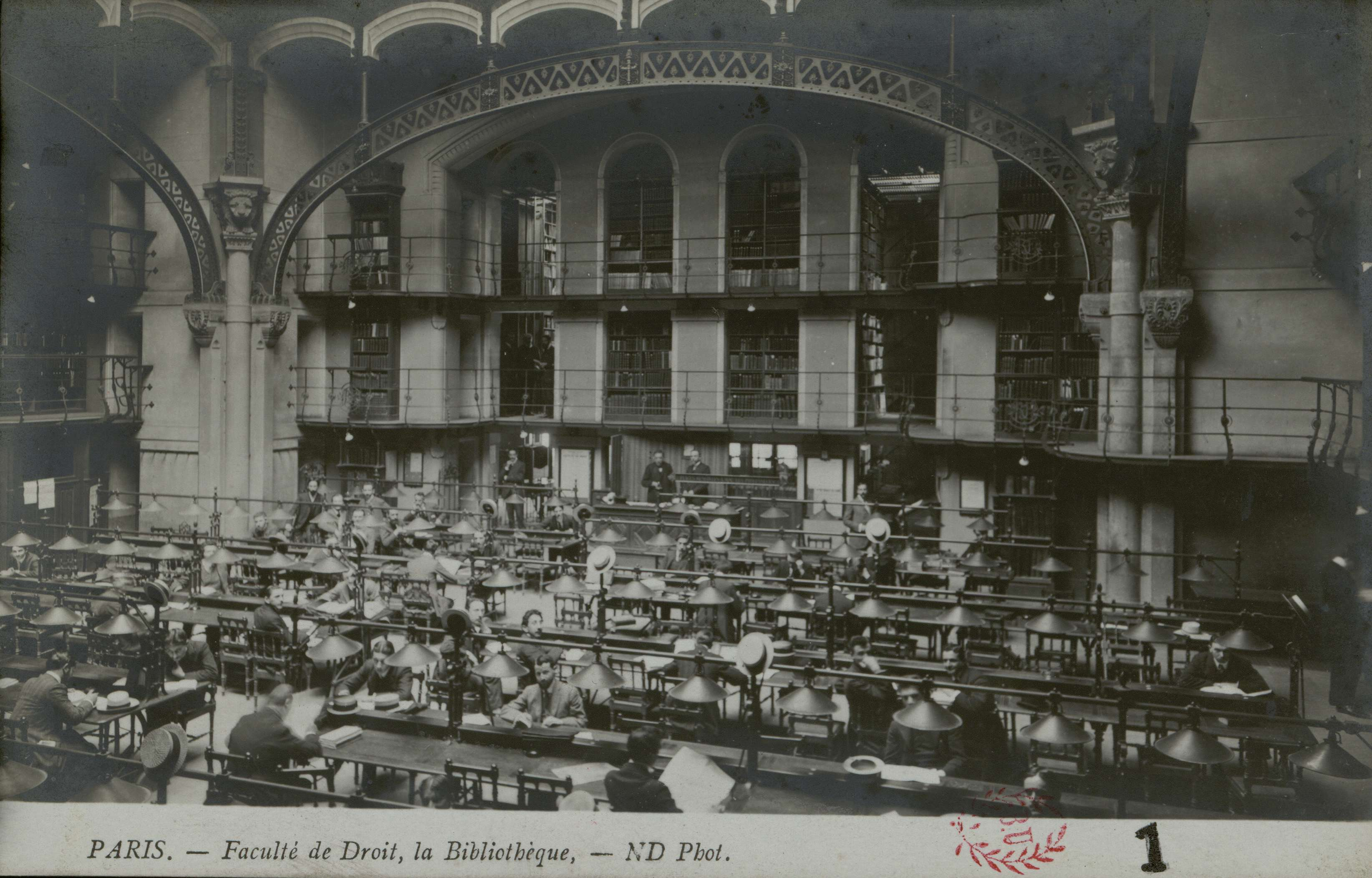
Faculté de droit de l'Université de Paris. La bibliothèque (Bibliothèque interuniversitaire de la Sorbonne, NuBIS).

À la suite de la loi Edgar-Faure, elle fut divisée en 1970 entre les universités Paris-I, Paris-II, Paris-IX, Paris-X, Paris-XII et Paris-XIII. Si la plus grande partie des économistes de la faculté de droit (35 sur 41) ont choisi Paris I, la plupart des juristes (88 sur 108), dont la plupart des privatistes et des historiens du droit et une partie importante des publicistes avaient choisi de perpétuer une université spécialisée - Paris II - alors que leurs collègues faisaient le pari d’une université pluridisciplinaire en ralliant l’université Paris 1. Puis les universités Paris-IX, Paris-X, Paris-XII et Paris-XIII proposèrent aussi des enseignements juridiques.

## Personnalités liées à la faculté

### Doyens
- 1417- : Raoul Roussel
- Charles Giraud
- 1805-1809 : Louis-François Portiez
- 1809-1830 : Claude-Étienne Delvincourt
- 1830-1843 : Hyacinthe Blondeau
- 1843-1845 : Pellegrino Rossi
- 1845-1846 : Jacques Berriat-Saint-Prix
- 1846-1847 : Albert-Paul Royer-Collard
- 1847-1868 : Charles Auguste Pellat
- 1868-1879 : Gabriel Frédéric Colmet-Daâge
- 1879-1887 : Charles Beudant
- 1887-1896 : Edmond Colmet de Santerre
- 1896-1899 : Eugène Garsonnet
- 1899-1906 : Ernest Désiré Glasson
- 1906-1910 : Charles Lyon-Caen
- 1910-1913 : Paul Cauwès
- 1913-1922 : Ferdinand Larnaude
- 1922-1933 : Henry Berthélemy
- 1933-1938 : Edgard Allix
- 1937-1944 : Georges Ripert
- 1944-1955 : Léon Julliot de La Morandière
- 1959-1962 : Gabriel Le Bras
- 1962-1967 : Georges Vedel
- 1967-1970 : Alain Barrère